# ديريك ميدلتون
ديريك ميدلتون (بالإنجليزية: Derek Middleton)‏ (30 مايو 1934 في المملكة المتحدة - ) هو لاعب كرة قدم بريطاني في مركز الوسط. لعب مع نادي بيرتن ألبيون ونادي يورك سيتي.